# Artimpaza punctigera
Artimpaza punctigera là một loài bọ cánh cứng trong họ Cerambycidae.